# Невемко
Невемко (пол. Niewiemko) — село в Польщі, у гміні Будзинь Ходзезького повіту Великопольського воєводства.
У 1975-1998 роках село належало до Пільського воєводства.